# Ulf el Valiente
Ulf el Valiente fue un vikingo hersir noruego que probablemente vivió en Sogn a principios del siglo IX. Era padre de Hallbjorn Halftroll y Hallbera Ulfsdóttir, abuelo de Kveldulf Bjalfason y por lo tanto ancestro del clan de Egill Skallagrímsson. Es mencionado en los primeros capítulos de la saga de Egil.